# Thomas Moonlight

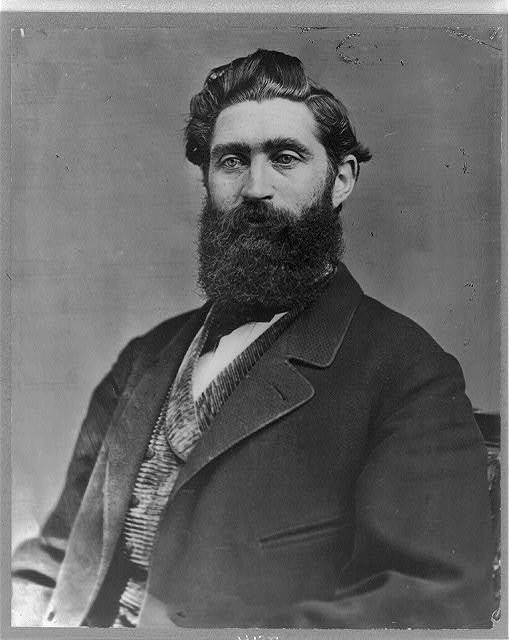
Thomas Moonlight

Thomas Moonlight (* 10. November 1833 bei Boysack Muir nahe Arbroath, Schottland; † 7. Februar 1899 bei Leavenworth, Kansas) war ein US-amerikanischer Politiker (Demokratische Partei) und General im Heer der Union.

## Werdegang
Moonlight wanderte im Alter von gerade zwölf Jahren in die Vereinigten Staaten ein. Dort arbeitete er, bis er 20 Jahre alt wurde, auf Farmen an der Ostküste. Dann war er fünf Jahre lang als First Sergeant im 4. US-Artillerieregiment tätig. Nach dem Ausbruch des Bürgerkrieges stellte er die 1. Kansas Volunteer Artillerie Batterie auf und wurde ihr Captain. Die meiste Zeit im Krieg verbrachte er in Kansas, wo er gegen Bushwhacker und Grenzguerilla kämpfte. In diesem Zusammenhang verfolgte er auch nach dem Massaker von Lawrence die Bande von William C. Quantrill. 1864 wurde er zum Colonel befördert und kommandierte den 3. Wehrbereich im District of South Kansas. Während des Price’s Raids von Sterling Price im selben Jahr hatte er das Kommando über die 2. Brigade, der 1. Division in der Army of the Border und kämpfte in der Schlacht von Westport. Gegen Ende des Kriegs hatte er das Kommando über den District of Colorado, wo er gegen Indianer auf den Ebenen vorging. 1865 erhielt er eine Brevet-Beförderung zum Brigadegeneral.
Nach dem Krieg kehrte er auf seine Farm zurück und entschied sich für eine politische Laufbahn. Er diente als Secretary of State von Kansas und im Senat von Kansas. Von 1887 bis 1889 war er Gouverneur des Wyoming-Territoriums. Nach seiner Amtszeit war er als US-Gesandter in Bolivien tätig.
Er verstarb bei Leavenworth, Kansas und wurde anschließend auf dem Mount Muncie Cemetery beigesetzt.